# Wahlen in Haiti 1950

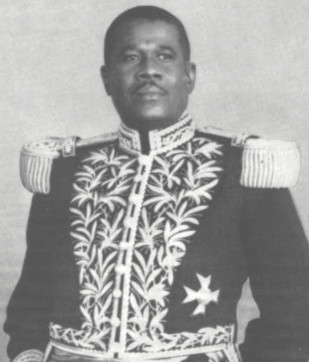
Paul Magloire

Die Wahlen in Haiti 1950 fanden am 8. Oktober 1950 statt. Es handelte sich um die Präsidentschaftswahl, aus der Paul Magloire als (vermutlich) einziger Bewerber erfolgreich hervorging. Gleichzeitig wurden beide Kammern des Parlaments (Senat und Abgeordnetenkammer) neu gewählt.

## Grundlagen
Haiti ist eine präsidiale Republik. Staatsoberhaupt und oberster Inhaber der Exekutivgewalt ist der auf fünf Jahre vom Volk direkt gewählte Staatspräsident.
Am 22. November 1946 wurde unter der Präsidentschaft von Dumarsais Estime eine neue Verfassung des Landes verabschiedet. Aufstände interner Oppositioneller und Streitigkeiten mit der benachbarten Dominikanischen Republik führten am 15. November 1949 zur Verhängung des Ausnahmezustands. Im Jahr 1950 kehrte das Land nach dem Staatsstreich vom 10. Mai des Jahres auf die Grundlagen der Verfassung zurück.
Die Einwohnerzahl Haitis betrug im Jahr 1950 knapp 3,4 Millionen Menschen, von denen 527.625 (15,6 Prozent) an der Wahl teilnahmen.

## Präsidentschaftswahl
Als einziger Kandidat trat Paul Magloire für das Mouvement ouvrier des paysans (MOP; Bewegung der Landarbeiter) an. Magloire war ein General, der persönlich an der Absetzung seines Amtsvorgängers Dumarsais Estimé beteiligt war. Er stand nicht für demokratischen Wettbewerb.
Er erhielt 527.625 Stimmen und keine Gegenstimme. Damit war er gewählt und trat sein Amt am 6. Dezember 1950 an.
Andere Quellen nennen drei Kandidaten. Danach soll Philippe Thoby-Marcelin kandidiert haben, der im Jahr 1946 einer der Gründer der Parti Socialiste Populaire (PSP) war, die für illegal erklärt und 1948 verboten wurde. Da Thoby-Marcelin im Jahr 1950 bereits in den Vereinigten Staaten lebte, kann seine Teilnahme an der Wahl ausgeschlossen werden. Joseph Nemours Pierre-Louis, ein weiterer genannter Kandidat, wurde selbst 1956/57 Übergangspräsident des Landes.

## Senatswahl
Im Jahr 1950 wurde der gesamte Senat neu gewählt, während in früheren und späteren Zeiten stets nur Teile des Senats revolvierend neu bestimmt wurden.
Angaben über das Ergebnis der Wahl sind nicht verfügbar.

## Wahl der Abgeordnetenkammer
Die Amtsperiode von Abgeordneten betrug im Jahr 1950 vier Jahre. Alle Mitglieder der Kammer wurden gleichzeitig gewählt.
Angaben über das Ergebnis der Wahl sind nicht verfügbar.